# صلاح بوشامة
صلاح بوشامة (مواليد 22 أكتوبر2001) هو لاعب كرة قدم جزائري يلعب كجناح أيمن أو صانع ألعاب مع نادي وفاق سطيف، ويلعب في صفوف المنتخب الوطني الجزائري تحت 21 سنة.

## روابط خارجية
- صلاح بوشامة على موقع قاعدة بيانات كرة القدم.إي يو (الإنجليزية)
- صلاح بوشامة على موقع Soccerway.com (الإنجليزية)
- صلاح بوشامة على موقع عالم كرة القدم.نت (الإنجليزية)
- صلاح بوشامة على موقع كووورة